# Білик Олександр Миколайович
Олекса́ндр Микола́йович Бі́лик (нар. 1 січня 1965, Луганськ) — український російськомовний письменник і педагог; член Національної спілки письменників України з 1997 року.

## Біографія
Нардився 1 січня 1965 року в місті Луганську (нині Україна). 1987 року закінчив Новосибірське вище військово-політичне училище; 1990 року — Ворошиловградський державний педагогічний інститут Тараса імені Шевченка.
Працював викладачем у Луганського політехнікумі сільського господарства, шкільним вчителем у Луганській області, на комерційних підприємствах. З 1998 року викладав історію в Лутугинській школі.

## Твочість
Пише вірші й оповідання. Побачили світ його збірки віршів «Проснись, трава, возрадуйся, цветок» (1993), «Розы вянут на мокрой земле…» (1993), «Клетчатый дождь» (1996); віршів і прози: «Вперемешку — радость и беда» (1994).